# Denise Jannah
Denise Jannah, nombre real: Denise Johanna Zeefuik (Paramaribo, 7 de noviembre de 1956) es una cantante de jazz nativa de Surinam.
Denise posee una voz aterciopelada de cantante de jazz, con fraseo innovador y una dicción impecable, por sus características se compara con grandes cantantes de jazz tales como Ella Fitzgerald, Sarah Vaughan y Carmen McRae.
Vive y graba en los Países Bajos, donde es una de las más famosas intérpretes de jazz, y ha ganado dos veces el Edison Award (el equivalente neerlandés al Grammy).
Ha editado varios CD. Participó de muchos de los principales festivales de jazz en distintos lugares del mundo, y ha cantado en numerosas ocasiones importantes, incluidas funciones especiales para el Presidente Bill Clinton, Nelson Mandela, y la reina Beatriz.
Entre sus apariciones recientes cantó en un concierto especial en el Cranleigh Arts Centre, Cranleigh, Surrey, Reino Unido el 3 de marzo de 2007, acompañada por Amina Figarova.
Denise Jannah ha sido acompañada por el piani